# Mariagracht

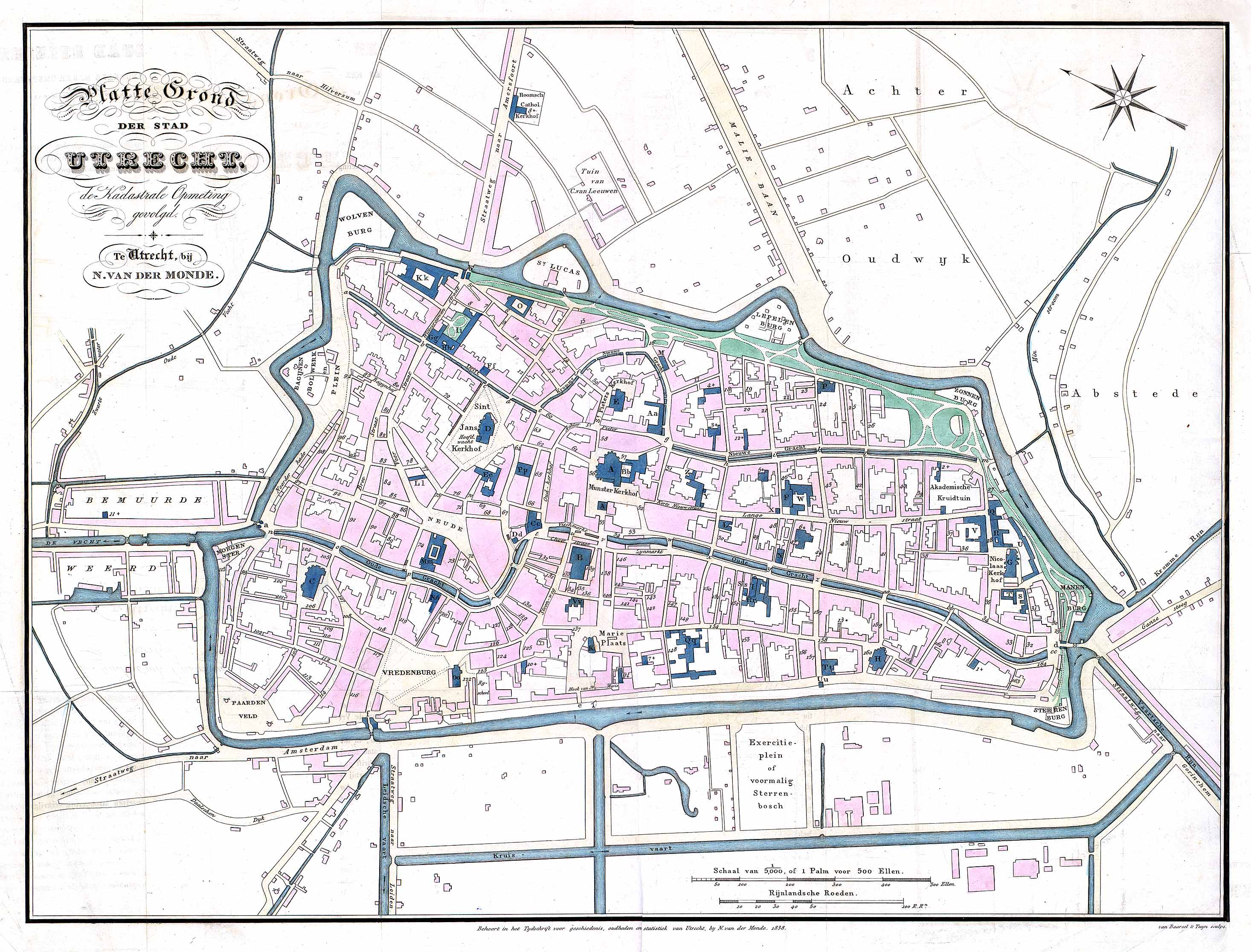
Plattegrond van de stad Utrecht uit 1838. Onder in de kaart is de Mariagracht naamloos ingetekend als waterweg die de Kruisvaart doorsnijdt.

De Mariagracht was een gracht in de Nederlandse stad Utrecht.

## Geschiedenis
Deze waterweg werd rond 1664 door het stadsbestuur aangelegd als onderdeel van een grachtenstelsel door tuinbouwgebied, even ten westen van de oude Binnenstad in de Stadsvrijheid. Burgemeester Hendrick Moreelse wilde deze grachten opnemen in een grootschalig uitbreidingsplan voor Utrecht, dat echter nooit gerealiseerd is. Van de grachtenstructuur maakte verder deel uit: de nieuwe Leidse Vaart, de Mariagracht en drie evenwijdige "moesgrachten" gegraven. Over de nieuwe watergangen konden tuinders in dit gebied hun waren naar de stad transporteren.
De inmiddels verdwenen Mariagracht vormde een dwarsgracht die de drie "moesgrachten" doorsneed. In het oosten kreeg de Mariagracht een aansluiting op de Stadsbuitengracht ter hoogte van het Mariabolwerk. Met de aanleg van dit nieuwe grachtenstelsel is het Mariabolwerk vergraven.
Een deel van de Mariagracht stond bekend als Kruisvaartdwarsgracht en werd in 1931 vrijwel compleet gedempt, een tijd dat dat meer oude watergangen overkwam vanwege het belangrijker wordende wegverkeer. Een restant van de gracht is overgebleven in de gracht om de Knoopkazerne.